# Apochrysa wagneri
Apochrysa wagneri is een insect uit de familie van de gaasvliegen (Chrysopidae), die tot de orde netvleugeligen (Neuroptera) behoort. 
Apochrysa wagneri is voor het eerst wetenschappelijk beschreven door Hölzel in 1996.